# Tholera nigrescens
Tholera nigrescens är en fjärilsart som beskrevs av Barend J. Lempke 1964. Tholera nigrescens ingår i släktet Tholera och familjen nattflyn. Inga underarter finns listade i Catalogue of Life.